# موزه توی
موزهٔ توی (به ژاپنی: 土肥黄金館) موزه‌ای دربارهٔ استخراج طلا در دوران باستان و امروز ژاپن است که در نزدیکی معدن طلای توی در شهر توی استان شیزوئوکا قرار دارد.
این موزه به نمایش و بازسازی ابزارهای باستانی به کار رفته در دورهٔ تُکوگاوا برای پالایش و بدست آوردن طلا از سنگ معدن آن را نمایش می‌دهد همچنین چندین مورد سنگ معدن طلا مربوط به نقاط مختلف ژاپن در معرض دید است. در این موزه بزرگترین شمش طلای جهان با وزنی نزدیک به ۲۵۰ کیلوگرم و با ارزش ۱٫۱ میلیارد ین (۹٫۷ میلیون دلار در سال ۲۰۱۶) به نمایش درآمده است. نام این طلا به عنوان «بزرگترین شمش طلای خالص جهان» در کتاب گینس ثبت شده است.

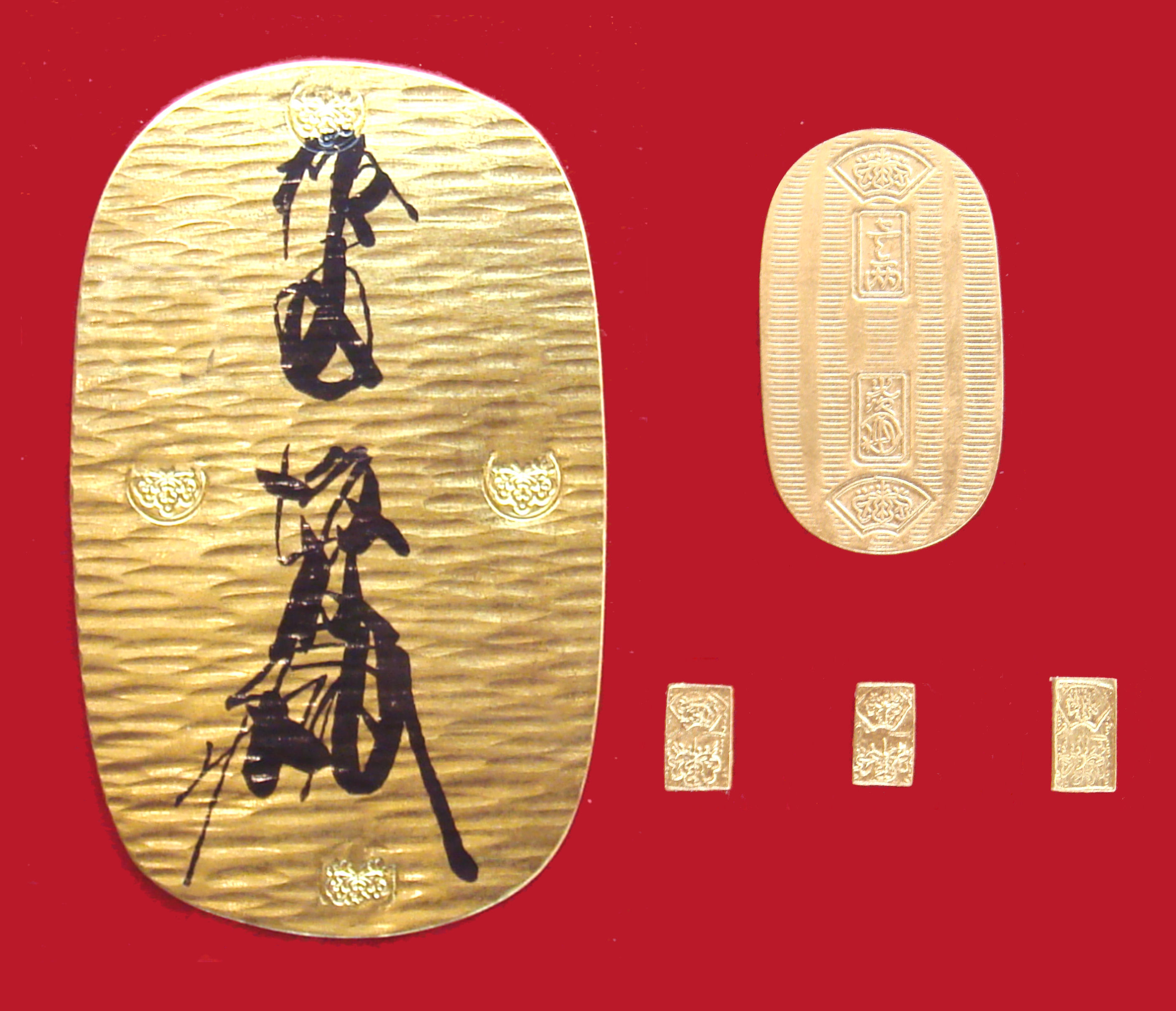
سکهٔ طلای دورهٔ تُکوگاوا
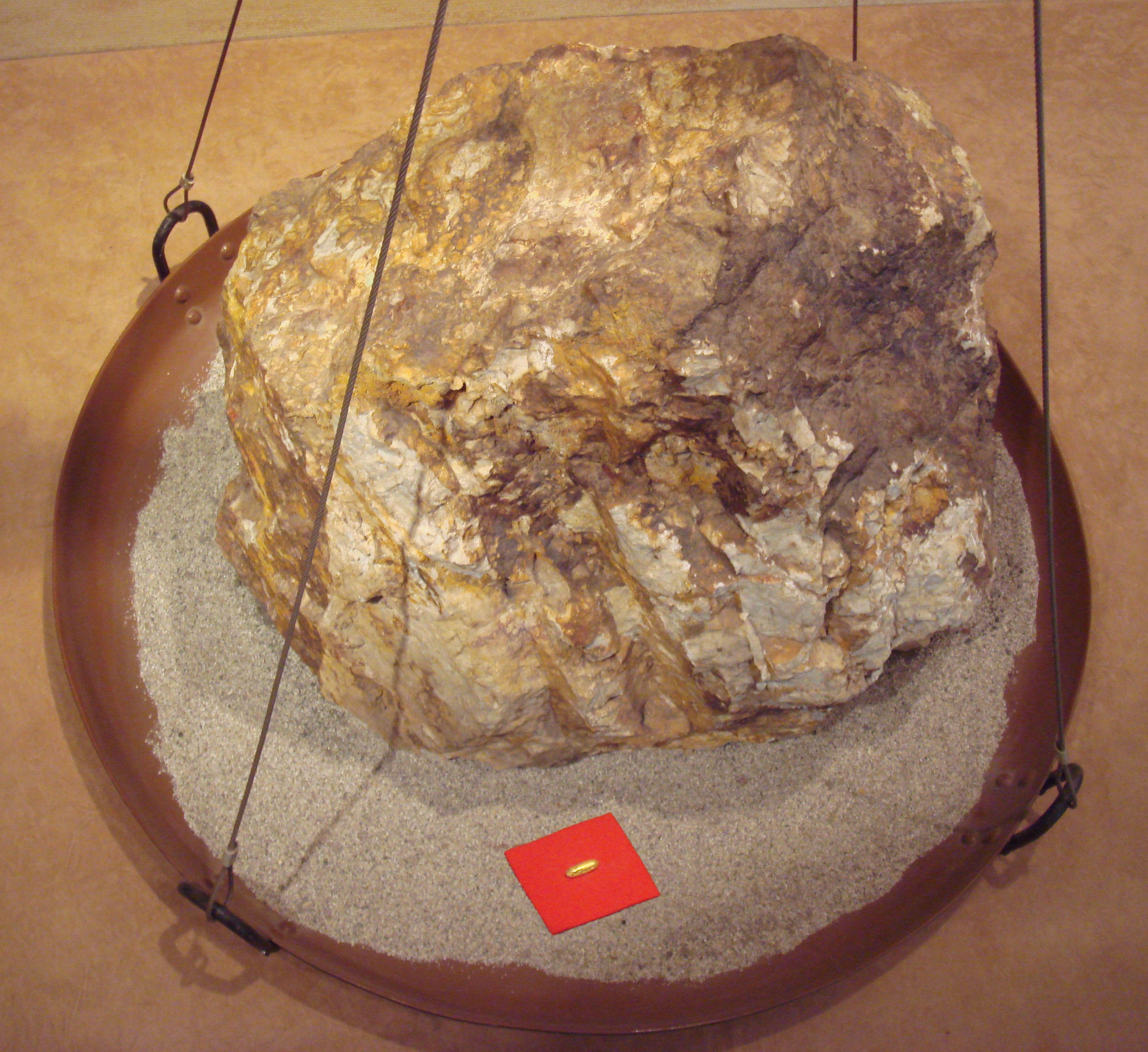
مقایسهٔ ابعاد یک سنگ معدن ۸۶۰ کیلوگرمی و در کنار آن، ۳۰ گرم طلا که از آن به دست می‌آید.
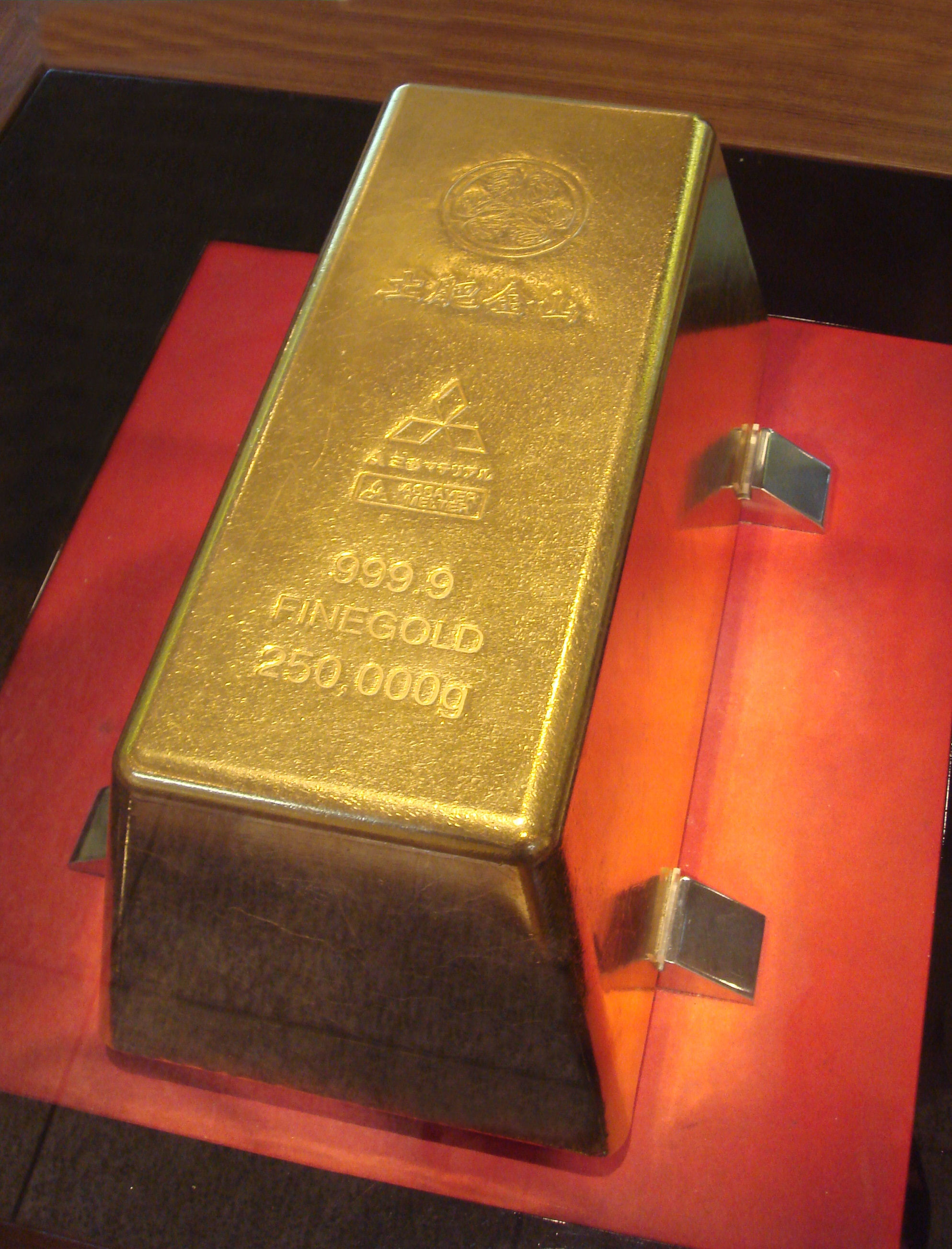
بزرگترین شمش طلای جهان به وزن ۲۵۰ کیلوگرم که می‌توان آن را در موزه دید و دست زد.